# Dombeya ledermannii
Dombeya ledermannii là một loài thực vật có hoa thuộc họ Sterculiaceae.
Nó được tìm thấy ở Cameroon và Nigeria.
Môi trường sống tự nhiên của nó là các khu rừng khô nhiệt đới hoặc cận nhiệt đới.
Nó bị đe dọa do mất môi trường sống.